# Jiddisch

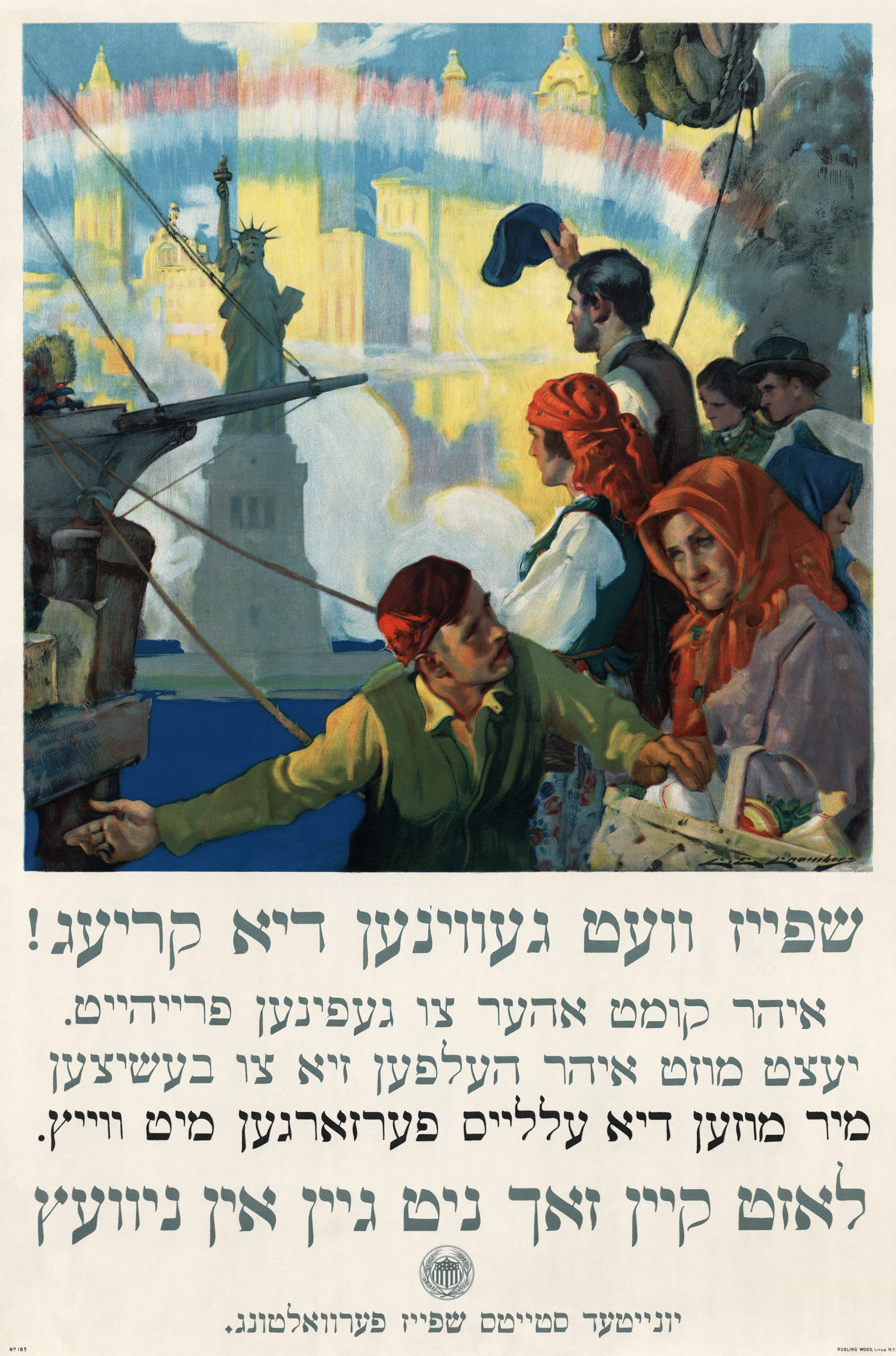
Amerikaanse Jiddische poster uit de tijd van de Eerste Wereldoorlog (1917). Titel: Voedsel zal de oorlog winnen!. U kwam hier om vrijheid te zoeken, nu moet u helpen het te behouden. Tarwe is nodig voor de geallieerden. Verspil niets.

Het Jiddisch of Jiddisj of (verouderd) Jodenduits (ייִדיש jidisj, ook wel אידיש idisj of יודיש Jüdisch, "Joods-Duits") is een West-Germaanse taal, die door ongeveer drie miljoen Joden over de hele wereld gesproken wordt. Het Jiddisch wordt doorgaans van rechts naar links geschreven, met het Hebreeuws alfabet, maar is gebaseerd op middeleeuws-Duitse dialecten (het Middelhoogduits). Jiddisch is taalkundig verder niet aan het Hebreeuws verwant. De naam is afgeleid van Middelhoogduits Jüd, Jiddisch yid (Jood). Er bestaan verschillende dialecten van het Jiddisch. De verschillende varianten van de taal worden voornamelijk door charedische Joden gesproken, met name in de Verenigde Staten, Engeland, Israël en België.

## Soorten Jiddisch

### Traditioneel
De voornaamste versies zijn:
West-Europees Jiddisch (West-Jiddisch)Deze variant, die voor de oorlog door veel Nederlandse Joden gesproken werd, is nagenoeg uitgestorven.
Pools Jiddisch(Ook bekend als "Galicisch Jiddisch" of "Galitzer Jiddisch": Galitz = iemand uit Oost-Europees Galicië) Deze variant wordt gesproken door de aanhangers van chassidische bewegingen met hun oorsprong in Polen, zoals Belz en Bobov. Er zitten vrij veel Slavische woorden in.
Hongaars of Jeruzalems JiddischDeze variant wordt door de leden van de charedische gemeenschap van Jeruzalem gesproken, die al sinds ruim honderd jaar in Jeruzalem wonen. Bijvoorbeeld door de aanhangers van bewegingen zoals Toldos Aharon, Dushinsky en Neturei Karta. Jeruzalems Jiddisch lijkt zeer sterk op Duits, en heeft zijn oorsprong in het Hongaars Jiddisch. De verwantschap tussen Hongaars Jiddisch en Duits komt door het feit dat Duits naast Jiddisch de meest gebruikte taal onder Hongaarse Joden was.
Litouws en Russisch Jiddisch(Ook bekend als "Litvak Jiddisch": Litvak = Litouwer.) Deze variant wordt door een deel van de Litvishe (Litouwse) charedische gemeenschap en door enkele van de oudere aanhangers van Lubavitch gesproken en is sterk beïnvloed door de Slavische talen, en is dus ook een vrij lastige variant. Het is ook de variant van Jiddisch die bij veel bejaarde (niet-religieuze) Russische Joden als tweede taal bekend was.
Oekraïens en Roemeens JiddischDeze varianten bevatten veel Slavische termen en behoren tot de moeilijkere varianten.

### Vandaag de dag
De voornaamste gemeenschappen waar Jiddisch gesproken wordt bevinden zich in de Verenigde Staten, in Antwerpen en in Israël, met kleinere gemeenschappen in Zuid-Amerika. In de Verenigde Staten en Israël neemt het Jiddisch veel woorden uit de primaire landstaal - respectievelijk Engels en Hebreeuws - over. Zo zijn in New Yorks-Jiddisch woorden zoals 'road' en 'car' gangbaar, terwijl daarvoor in Israëlisch Jiddisch Hebreeuwse of Duitse woorden gebruikt worden. Dit kan ertoe leiden dat Israëlische en Amerikaanse Jiddisch-sprekers moeite hebben elkaar te begrijpen.

## Geschiedenis

Jiddische vlag

Jiddisch is als Joodse omgangstaal tussen de 9e en 11e eeuw ontstaan in het Rijnland, uit het Middelhoogduits. Haar sprekers noemden deze taal Loshn Ashkenaz (van Hebreeuws lasjon: de “tale Asjkenaz’”) of bescheidener Taytsh (Teutsch).
In de 11e eeuw wordt de taal langs de Rijn, de Moezel en de Main (Metz, Straatsburg,
Worms, Mainz, Spiers en Keulen) gesproken, vanaf de 14e eeuw tot in Hamburg, Praag en
Augsburg en in de 16e eeuw zelfs in Riga, Vilnius en Lublin. De migratie naar Oost-Europa in de tweede helft van de middeleeuwen is in hoge mate veroorzaakt door vervolgingen. De oudste overgeleverde tekst in het Jiddisch überhaupt stamt uit 1272 (Worms: een zegening, alsmede enkele berijmde regels uit de Machzor), terwijl de oudste overgeleverde literaire Jiddische tekst van 1382 dateert. In 1862 verschijnt de eerste Jiddische krant (met de hebraïserende naam Kol Mevaser: "aankondigende stem"). Veel uit het Hebreeuws en het Aramees afkomstige leenwoorden in het Jiddisch zijn ontleend aan de Joodse religieuze teksten (Thora) en hun bestudering (Talmoed).
In de 17e en 18e eeuw legden Duits-Joodse beijveraars van de Verlichting, die zich Maskiliem noemden, nadruk op Joods onderwijs in een “zuivere” taal: het Duits. De Jiddische volkstaal werd door hen namelijk niet als een volwaardige taal beschouwd, maar weggezet als 'jargon' – vergelijk de discussies over Sranantongo en Papiaments – en geassocieerd met achterlijkheid en louche achterbuurten. Er werd door hen bovendien een praktisch
commercieel bezwaar aangevoerd: geldschieters die boek hielden in het Jiddisch werden door de gojiem niet altijd vertrouwd omdat zij de in het Jiddisch geschreven boeken niet konden controleren. Desondanks ontstond er, op het snijvlak van de negentiende en de twintigste eeuw, onder de Oost-Europese Joden een bloeiende Jiddische literatuur. Belangrijke schrijvers waren: Mendele Moikher Sforim (letterlijk: 'Mendele de boekhandelaar'), Y.L. Peretz, Salomon Anshi, S.S. Frug, Morris Rosenfeld, Sjolem Asch, Chajiem Nachman Bialik, Sjolem Alejchem. Voorafgaand aan de Eerste Wereldoorlog sprak circa 50% van de inwoners van grote Oost-Europese steden als Warschau Jiddisch, in sommige kleinere steden zelfs 100%. Voor de Tweede Wereldoorlog waren er wereldwijd ongeveer elf miljoen mensen die Jiddisch als hun moedertaal hadden. In de Tweede Wereldoorlog zijn echter miljoenen Jiddisch-sprekers vermoord door de nazi's. Na afloop van de oorlog zijn overlevenden vooral naar Israël en de Verenigde Staten geëmigreerd. Hierdoor werd het Jiddisch vermengd met Engelse woorden. Een bekende émigré en Jiddische auteur is Isaac Bashevis Singer.
Er bestaat tevens een Jiddische Wikipedia. Deze wordt gedomineerd door charedische Joden, de enige groep die heden ten dage nog Jiddisch als omgangstaal hanteert.

## Taalkundige aspecten
Het moderne Jiddisch bevat behalve Semitische elementen ook enkele woorden uit de Romaanse talen (bentshn < benedicere: zegenen, leyenen < legere: lezen), en veel woorden, uitdrukkingen en elementen uit de Slavische talen (tsu van het Poolse vraagpartikel czy; shlimazlnik opgebouwd uit het Duitse schlimm, het Hebreeuwse mazzel en het Russische -nik).
Het Jiddisch wordt doorgaans geschreven met het Hebreeuwse alfabet, maar is
taalkundig niet aan het Hebreeuws verwant. Om klinkers in Jiddische woorden van Duitse
origine te noteren wordt een aantal combinaties van letters uit het Hebreeuwse alfabet gebruikt: bijvoorbeeld de
o in tog (Tag) als (אָ), de e in ledik (ledig) of de ä in Täg(e) als (ײ), de oy in oyf (auf) als
(ױ), de e's in geven (gewesen) als (ע) enzovoort.
Asjkenazische Joden gebruiken traditioneel tevens een uitspraak voor religieus Hebreeuws die verschilt van de Sefardische uitspraak, die door de makers van het 'Modern Hebreeuws' is overgenomen toen die taal gemaakt werd. Het belangrijkste verschil is dat de letter 'tav' wanneer deze zonder dagesh (puntje) geschreven wordt, als 's' in plaats van als 't' wordt uitgesproken. Daarnaast wordt een 'a' in veel gevallen een 'o' (en in bepaalde dialecten een 'oe'). Zo wordt 'sjabbat' dus 'sjabbos', de uitspraak die tegenwoordig ook door vrijwel alle niet-Jiddisch sprekende Asjkenazische orthodoxe Joden gebruikt wordt. In verschillende dialecten worden vele andere klinkers ook anders uitgesproken. Zo wordt in Pools en Hongaars/Jeruzalems Jiddisch, de twee varianten die met name in de chassidische gemeenschap gebruikt worden, de 'u/oe' uitgesproken als 'ie' en een bepaalde 'a' als 'oe'.
Voorbeelden:
- 'Onze gebeden' is in Sefardisch Hebreeuws: Tefilateinoe. Litouws Asjkenazisch: Tefiloseinoe. Hongaars Asjkenazisch: Tefiloeseinie.
- 'Israël' is in Sefardisch Hebreeuws: Yisrael. Litouws Asjkenazisch: Yisroel. Hongaars Asjkenazisch: Yisrueil.

## Leesvoorbeeld
Het volgende voorbeeld is ontleend aan het begin van Breishis (Genesis):
1. In onheib hot Got bashaffn dem himml un die erd.
2. Un die erd iz geven vist un leidik, un fintsternish iz geven oifn gezicht fun tehom, un der geist fun Got hot geshwebt oifn gezicht fun di wassern.
3. Hot Got gezogt: zol wern licht. Un es iz geworn licht.
4. Un Got hot gezen dos licht az es iz gut; un Got hot fanandergesheidt zwischn dem licht un zwischn der fintsternish.
5. Un Got hot gerufn dos licht tog, un di fintsternish hot Er gerufn nacht. Un es iz gewen ovent, un es iz gewen frimorgn, ein tog.

Dezelfde tekst herleid tot Duits:
1. In Anhieb hat Gott geschaffen den Himmel und die Erde.
2. Und die Erde ist gewesen wüst und ledig, und Finsternis ist gewesen auf dem Gesicht von tehom, und der Geist von Gott hat geschwebt auf dem Gesicht von den Wassern.
3. Hat Gott gesagt: soll werden Licht. Und es ist geworden Licht.
4. Und Gott hat gesehen das Licht dass es ist gut; und Gott hat von einander geschieden zwischen dem Licht und zwischen der Finsternis.
5. Und Gott hat gerufen das Licht Tag, und die Finsternis hat Er gerufen Nacht. Und es ist gewesen Abend, und es ist gewesen Frühmorgen, ein Tag.

## Jiddisch in Nederland

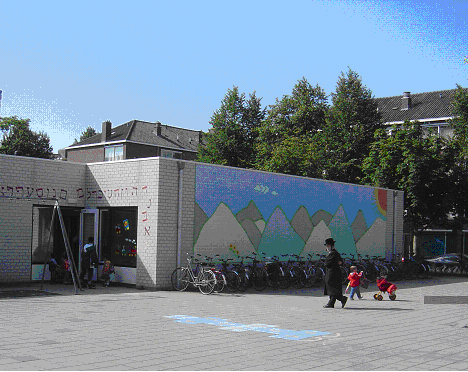
De Cheiderschool in Amsterdam is de enige school in Nederland waar Jiddisch wordt onderwezen

Op grond van het Europees Handvest voor regionale talen of talen van minderheden worden binnen Nederland twee "niet-territoriale minderheidstalen" erkend: het Jiddisch en het Romani. Nederland erkent daarmee formeel dat het Jiddisch een taal is die verschilt van de taal gebruikt door de overige bevolking maar die, hoewel zij van oudsher binnen Nederland wordt gesproken, niet met een bepaald gebied kan worden vereenzelvigd. Kortom, een taal die niet aan een regio is gebonden zoals Fries of Limburgs, maar die door een geografisch verspreide groep wordt gebruikt. Het Handvest legt Nederland bepaalde plichten op met betrekking tot het Jiddisch, zoals het ontwikkelen van een geest van respect, begrip en tolerantie ten opzichte van Jiddisch-sprekenden; een verbod van discriminatie; het toestaan van positieve ondersteuning van deze taal; het bieden van de mogelijkheid voor groepen Jiddisch-sprekenden om contacten in binnen- en buitenland tot stand te brengen en te onderhouden; en het bevorderen van taalonderzoek en taalstudie. Van tijd tot tijd zendt de Raad van Europa een comité van deskundigen naar Nederland om te controleren of Nederland zich aan deze plichten houdt. De Nederlandse overheid heeft de taal eind 20ste eeuw erkend volgens het Europees Handvest voor Regionale Talen of Talen voor Minderheden als een taal die bescherming behoeft, maar er werd concreet niets mee gedaan.
Het aantal Jiddisch-sprekenden in Nederland is klein: het wordt alleen gesproken en geschreven op de Cheiderschool in Amsterdam en in het literaire tijdschrift Di Goldene Pawe. De negentiende-eeuwse Nederlandse taalpolitiek die de Joden dwong om zich zoveel mogelijk te assimileren, heeft ertoe geleid dat veel Joden hun moedertaal voor het Nederlands hebben verruild.

## Jiddisch in België
In België heeft het Jiddisch geen formeel erkende status onder het hierboven genoemde Europese Handvest. België heeft dit verdrag namelijk niet ondertekend omdat het de Franstalige minderheid in het Vlaamse Gewest en de Nederlandstalige minderheid in het Waalse Gewest niet formeel wil erkennen uit vrees voor verstoring van het taalpolitieke evenwicht in België. In Antwerpen bevindt zich nog een Jiddischtalige orthodoxe gemeenschap.

## Jiddische invloeden in het Nederlands
Het Amsterdamse dialect kent veel Jiddische leenwoorden, als mazzel, mesjogge, nebbisj, achenebbisj en koosjer. Daarvan afgeleid zijn termen terechtgekomen in het Bargoens. Zo was koosjer in de oude Amsterdamse penozekringen een term voor een plaats waar weinig politie in de buurt was en men gemakkelijker z'n gang kon gaan. De invloed van het Joods-Nederlands etnolect vanuit het Bargoens is tot op de dag van vandaag in het Nederlands aantoonbaar. Opvallend genoeg zijn de meeste Jiddische leenwoorden in de Amsterdamse/Nederlandse volkstaal uiteindelijk van Hebreeuwse oorsprong. Ook in het Jiddisch, dat immers van Germaanse oorsprong is, waren deze Hebreeuwse woorden taalkundige vreemdelingen. Veel van deze Hebreeuwse leenwoorden zijn in het ontleningsproces via het Jiddisch naar het Nederlands "in maatschappelijke status gedaald": woorden als 'bajes' (eigenlijk 'huis'), penoze ('kostwinning'), gozer ('bruidegom'). Enkele Hebreeuwse leenwoorden zijn rechtstreeks uit het Hebreeuws in het Nederlands terechtgekomen, bijvoorbeeld 'tov' (tof). Het Jiddische equivalent voor 'tov' is het Duitse 'gut' (in Hongaars Jiddisch 'git'). Ten slotte valt nog op te merken dat terwijl het standaardnederlands zich vanuit Den Haag, de stad van het Koninklijk Hof, de regering en de bestuurselite, over Nederland verspreidde, de Jiddische leenwoorden zich vanuit de Amsterdamse volksklasse over het land hebben uitgebreid.
In de volgende woordenlijst staan tussen haakjes de Hebreeuwse oorspronkelijke woorden, tenzij anders vermeld: respectievelijk 'Slavisch' (preciezere herkomst onduidelijk), 'Pools', of 'Jiddisch' (= middeleeuws Duits).
- achenebbisj = armoedig, rommelig (Slavisch; zie 'nebbisj')
- bajes = gevangenis (< bajit: huis)
- bolleboos = slimmerik (< ba'al ha'bajit: meester van het huis)
- Daar ga je = proost (< Lechajiem: op het leven)
- gabber = vriend, maat (< chaveer: vriend, kameraad)
- gajes = randgroep van de maatschappij (< chajot: dieren < chaja: dier)
- gannef = dief, schavuit (< ĝannáw: dief)
- gappen = stelen (< Pools chapaç: snel grijpen)
- gein = pret, plezier (< chen: waardering, behagen)
- geteisem = slecht volk (chatatim: zondoffers < chatat: zondoffer)
- goochem = slim (< chacham: wijs, wijze)
- gotspe = vrijpostigheid (< choetspa: (idem))
- gozer = kerel (< chatan: bruidegom)
- hoteldebotel = helemaal van streek, stapelgek, dolverliefd (<awar oewoteel: heengegaan en verdwenen van de wereld)
- jajem = wijn, sterke drank (< jajien: wijn)
- jatten = zn. handen, ww. stelen, "klauwen" (< jad, jadájiem: hand, handen)
- joet = biljet van 10 (gulden) (< Jod: tiende karakter in het Hebreeuws alfabet)
- jofel = fijn, lekker (< jafé: mooi)
- kapsones = hoogmoed (< ga'avtanoet : (idem))
- koosjer = in orde (< kasjeer: ritueel rein, geschikt)
- lef = moed (< lev: hart)
- majem = water, gracht, jenever (vooral in Amsterdam) (< majiem: water)
- makke = probleem, tegenslag (< maka: klap)
- mazzel = geluk (< mazzal tov: gunstig gesternte)
- mesjogge = maf (< mesjoega: gek)
- misjpoge = familie, gezelschap (< miesjpaga: familie)
- Mokum (Alef) = Amsterdam (< makom: plaats; "plaats A" ofwel "Amsterdam" - vergelijk: Rotterdam werd vroeger ook genoemd Mokum Resh of "plaats R")
- nakketikker = irritant persoon (Jiddisch: < nakkedikker (< nakkedik: naakt, arm): man met veel pretenties; kale bluffer) (verwensing, minder sterk dan scheldwoord)[5]
- nebbisj = pechvogel (waarschijnlijk uit Slavisch, uitroep van medelijden; vergelijk 'och arme')
- penose = boeven, onderwereld (< parnasa: werk, broodwinning)
- pieremachochel = letterlijk: bootje dat bijna zinkt; ook wel lompe logge vrouw
- pleite = weg, verdwenen (< pleta: vlucht)
- ponem = gezicht (< paniem: (aan)gezicht)
- ramsj = (oorspronkelijk) ongeregeld goed (bijvoorbeeld uit een failliete boedel), goedkope waar; tegenwoordig term uit de uitgeverswereld: zie betreffend lemma
- schlemiel = arme man, kneusje, loser
- schmieren = overdreven toneelspel
- sjacheraar = beunhaas
- sjofel = armoedig, afgeleefd (< sjafel: laag)
- sjoege = kennis, begrip, benul (< tsjoeva: antwoord)
- smeris = politieagent (< shomer: wachter)
- smoes (> smoesje(s)) = uitvlucht, drogreden (< shmoe-es: berichten, geruchten < shmoe-e < shmoe'a : bericht, gerucht)
- smoezen = babbelen (< Jiddisch: sjmoezen: zacht praten)
- sores = zorgen, problemen (< tsarot: benauwdheden, moeilijkheden)
- stiekem = heimelijk (< sjtieka: zwijgen, stilte)
- tinnef = troep (< tinnoef: afval, rommel)
- tof = goed (< tov)
- versjteren = verpesten, verzieken (vgl.: verstoren)